# Kanoya, Kagoshima
Kanoya (鹿屋市 Kanoya-shi) là một thành phố thuộc tỉnh Kagoshima, Nhật Bản.

## Thư viện ảnh

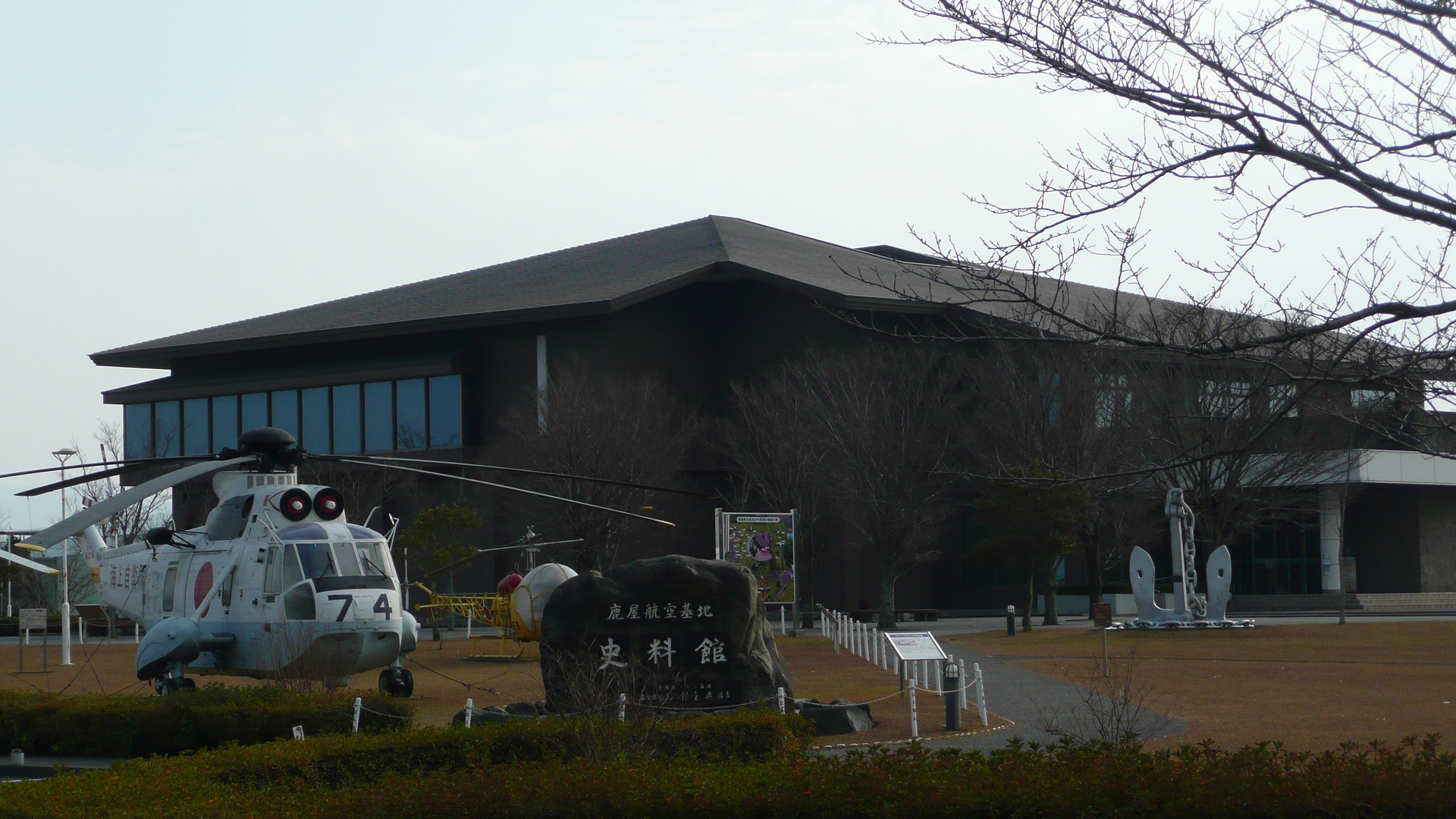
鹿屋航空基地史料館
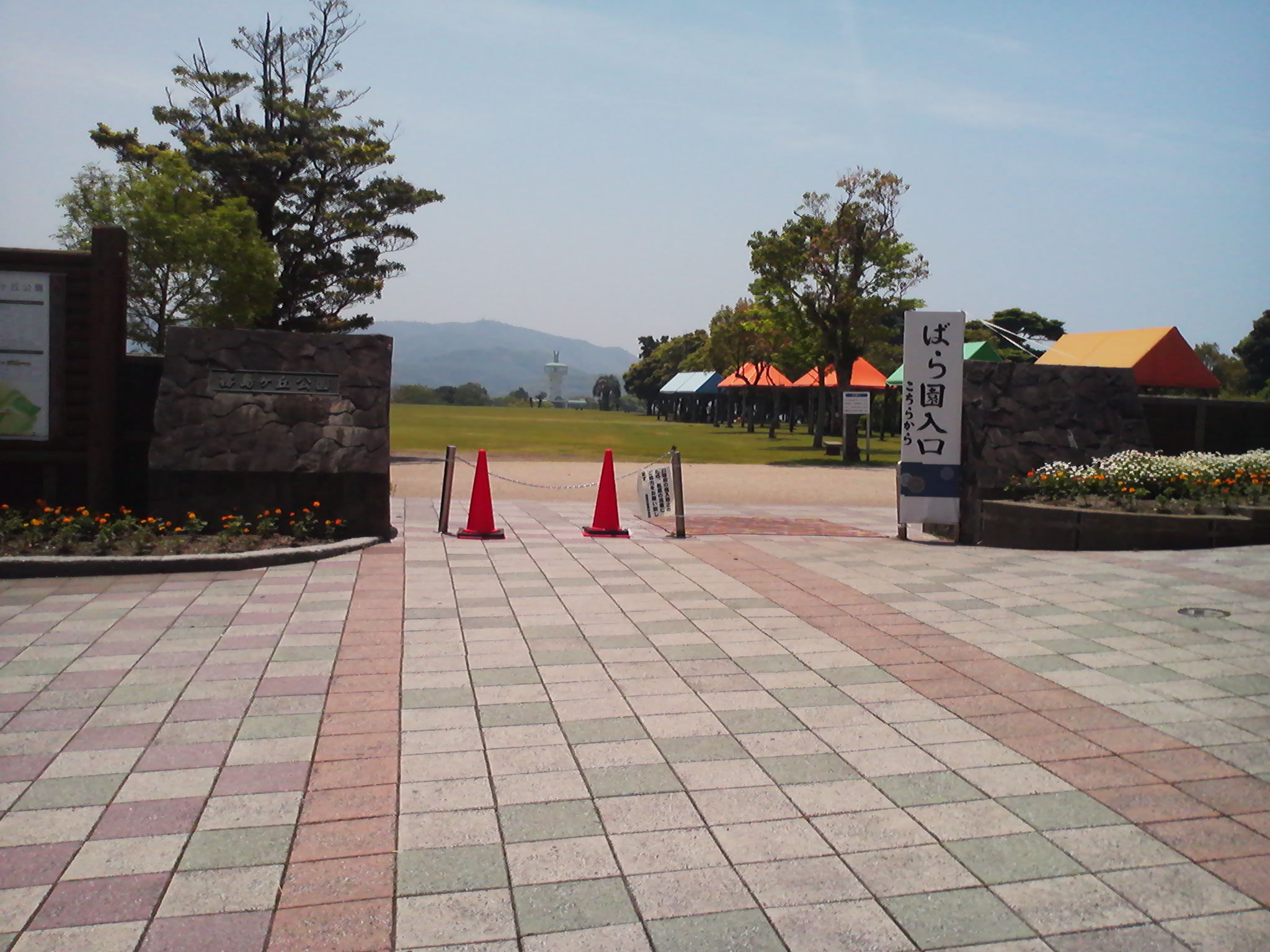
霧島ヶ丘公園
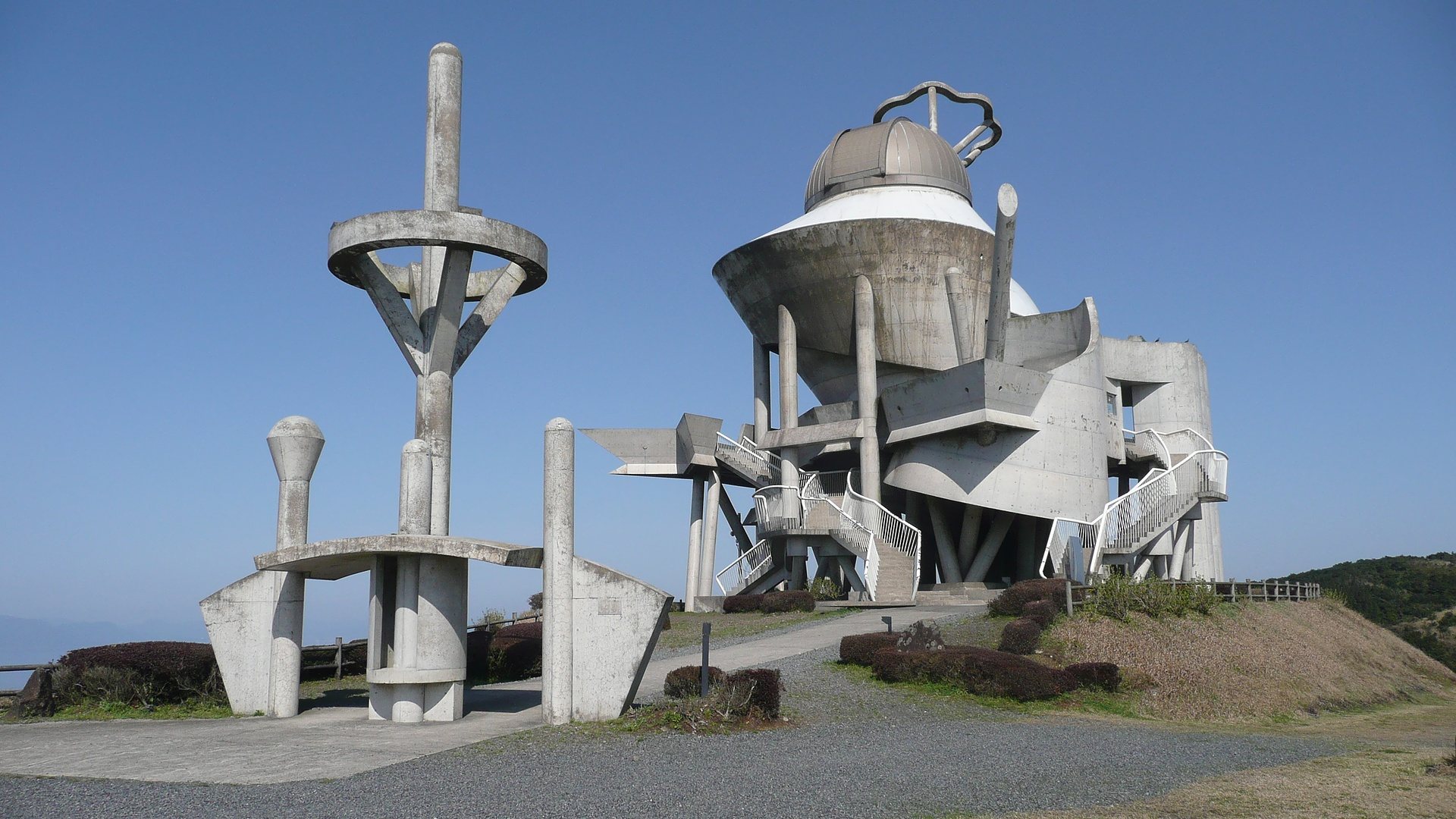
輝北天球館
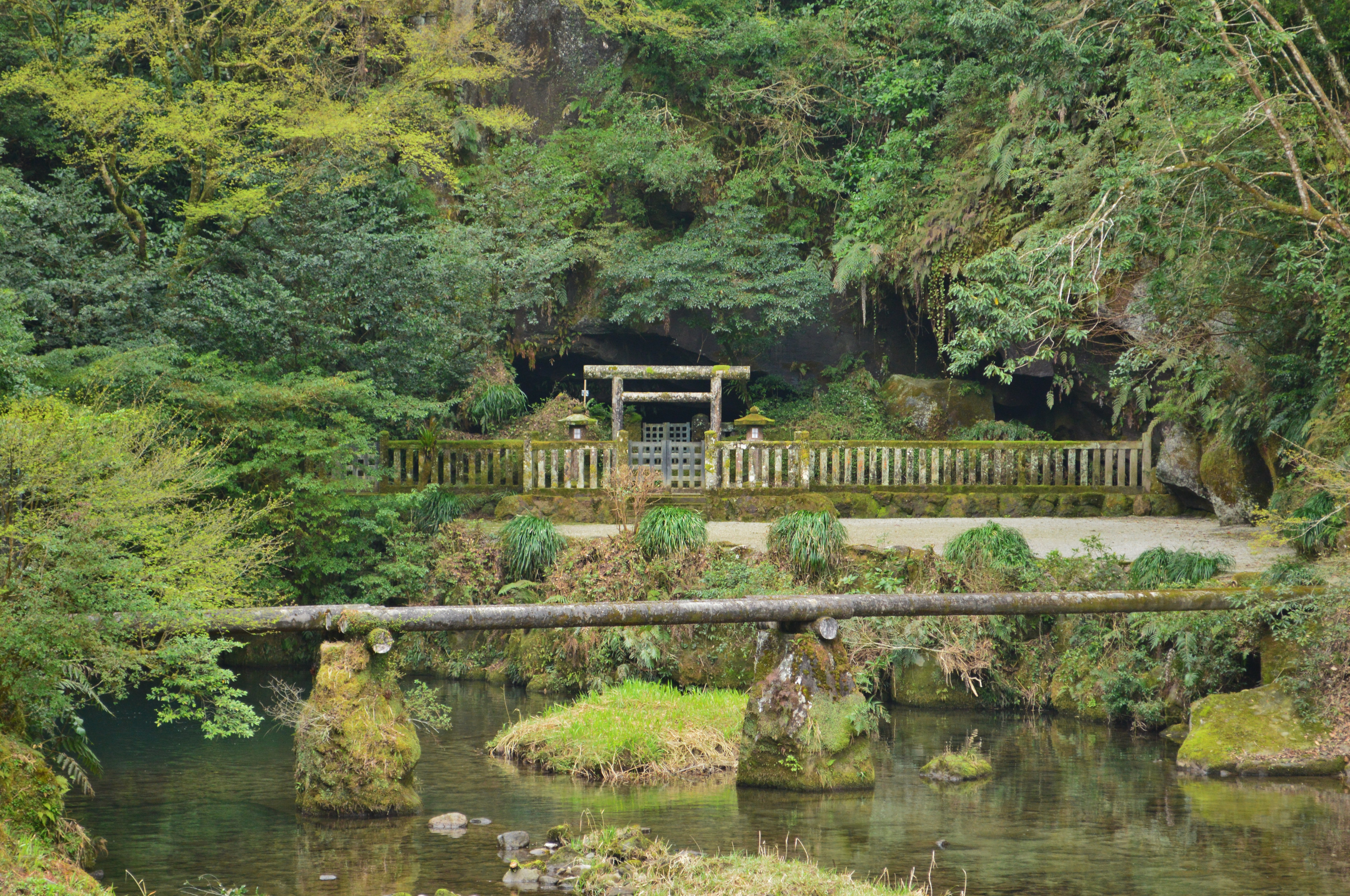
吾平山上陵
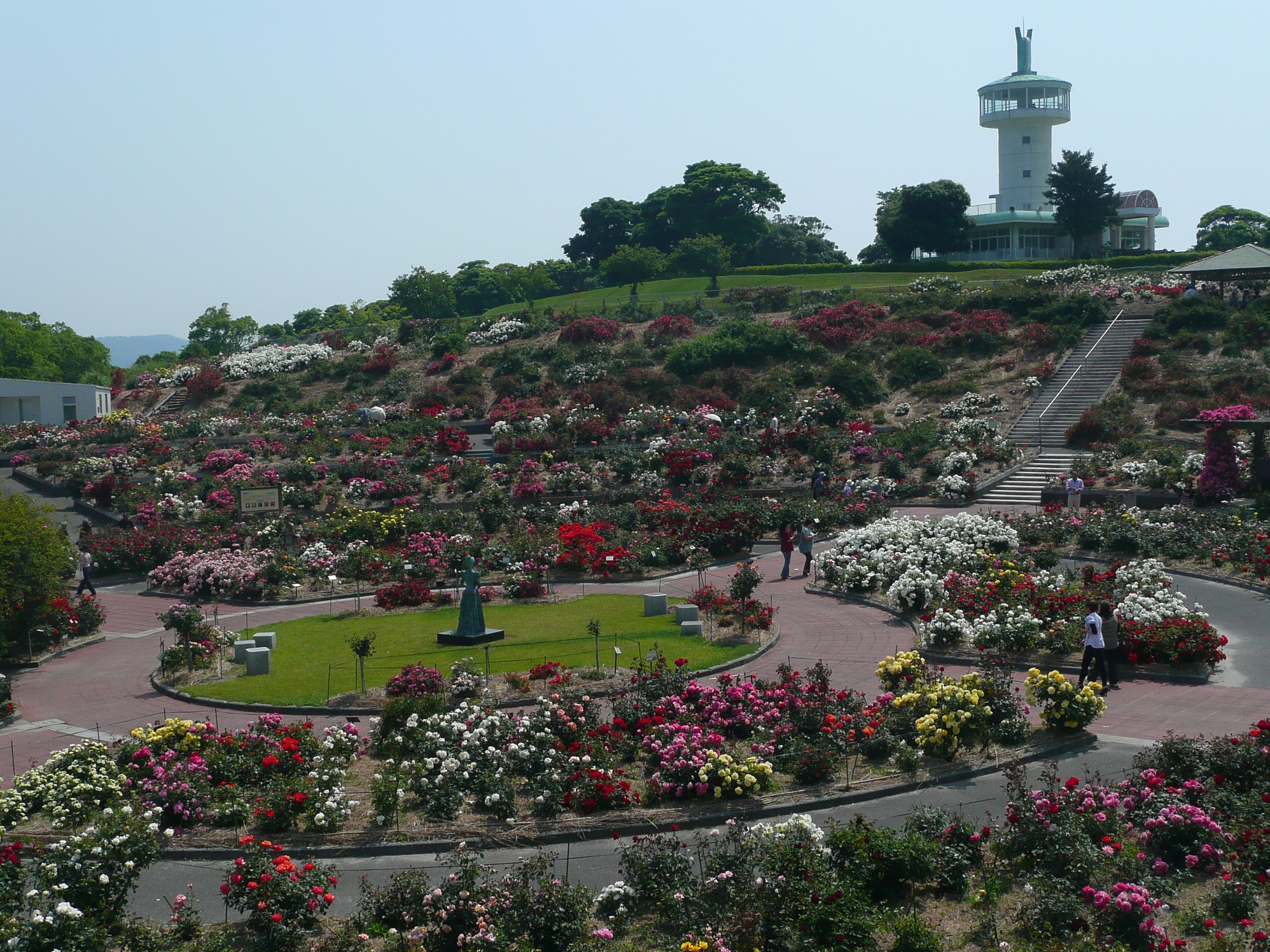
かのやばら園
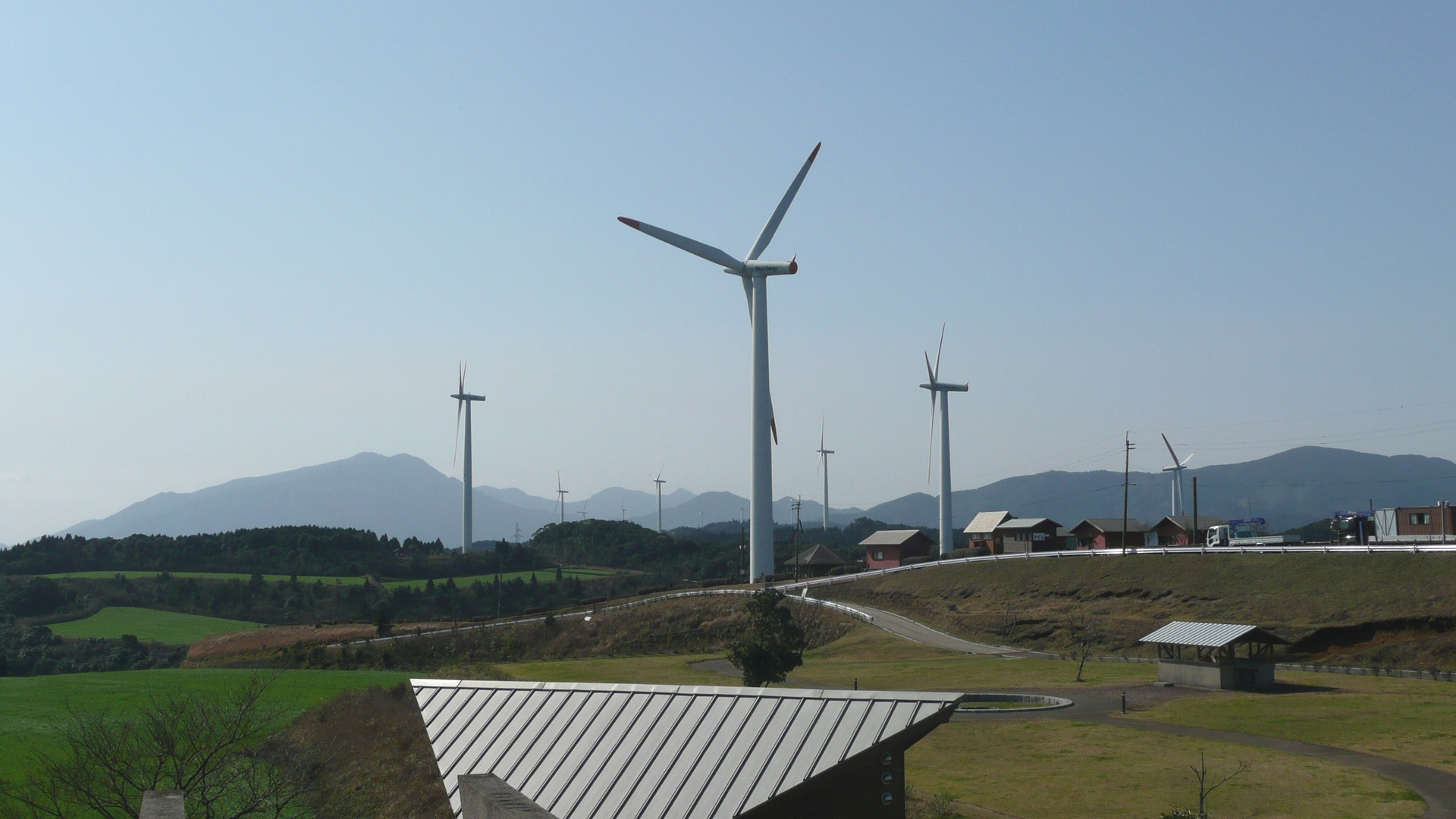
輝北ウインドファーム
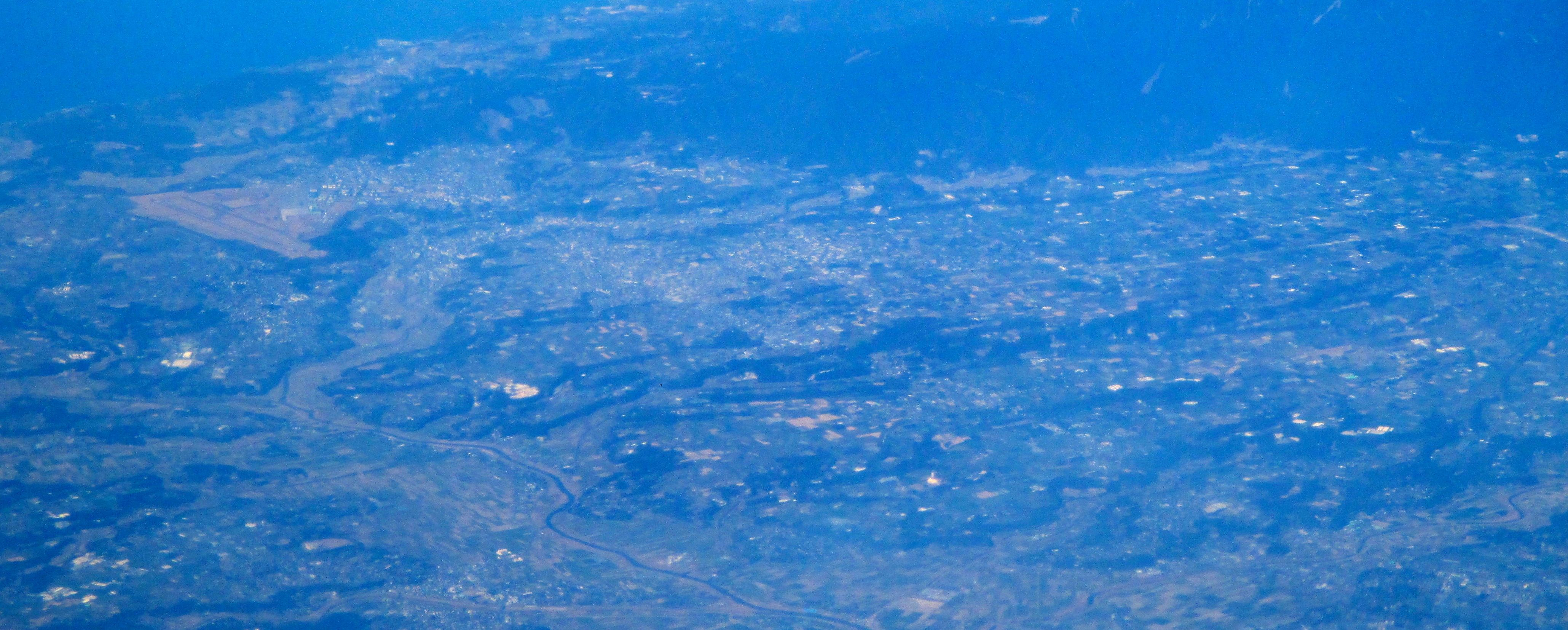
笠野原台地
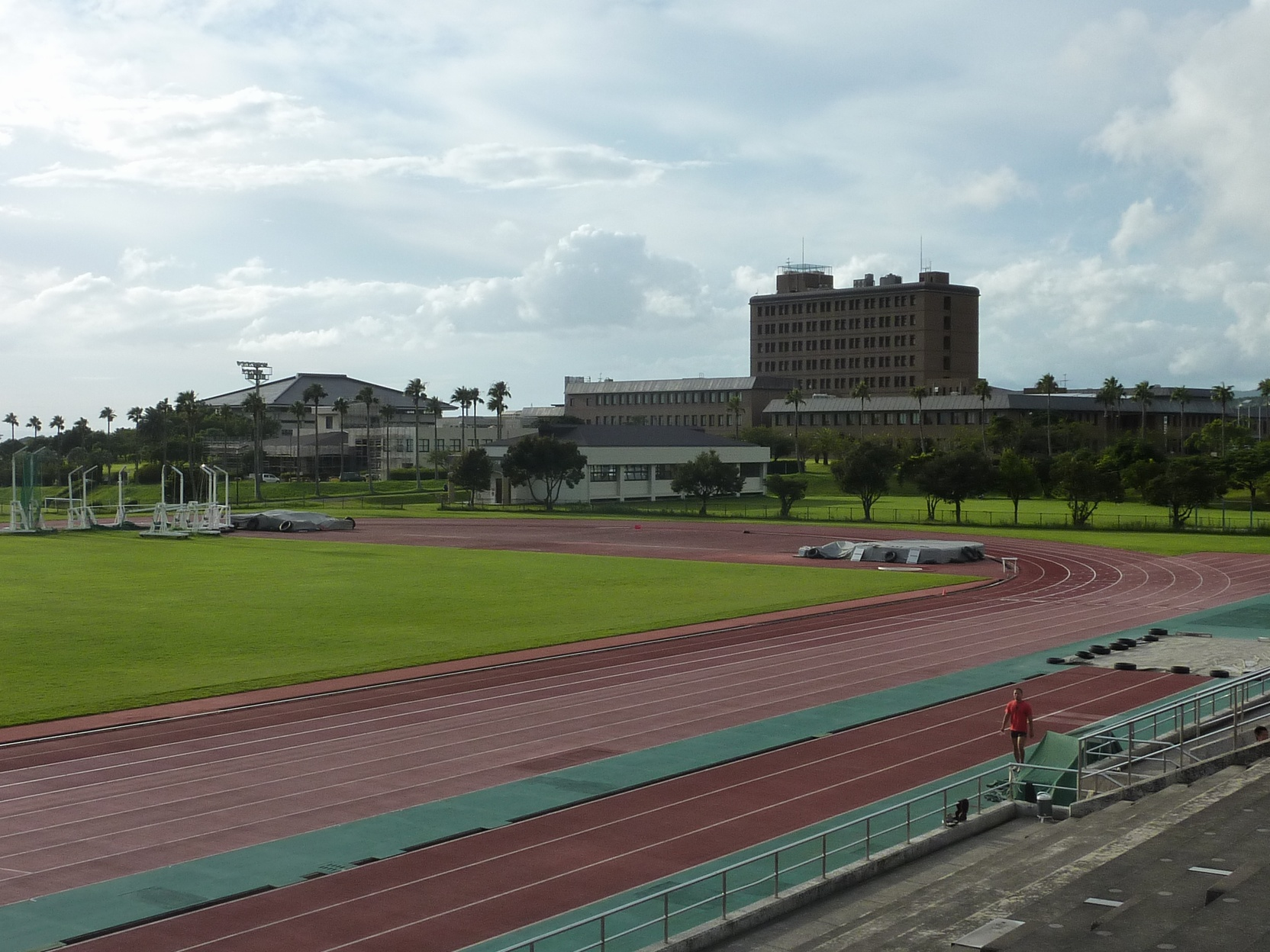
鹿屋体育大学
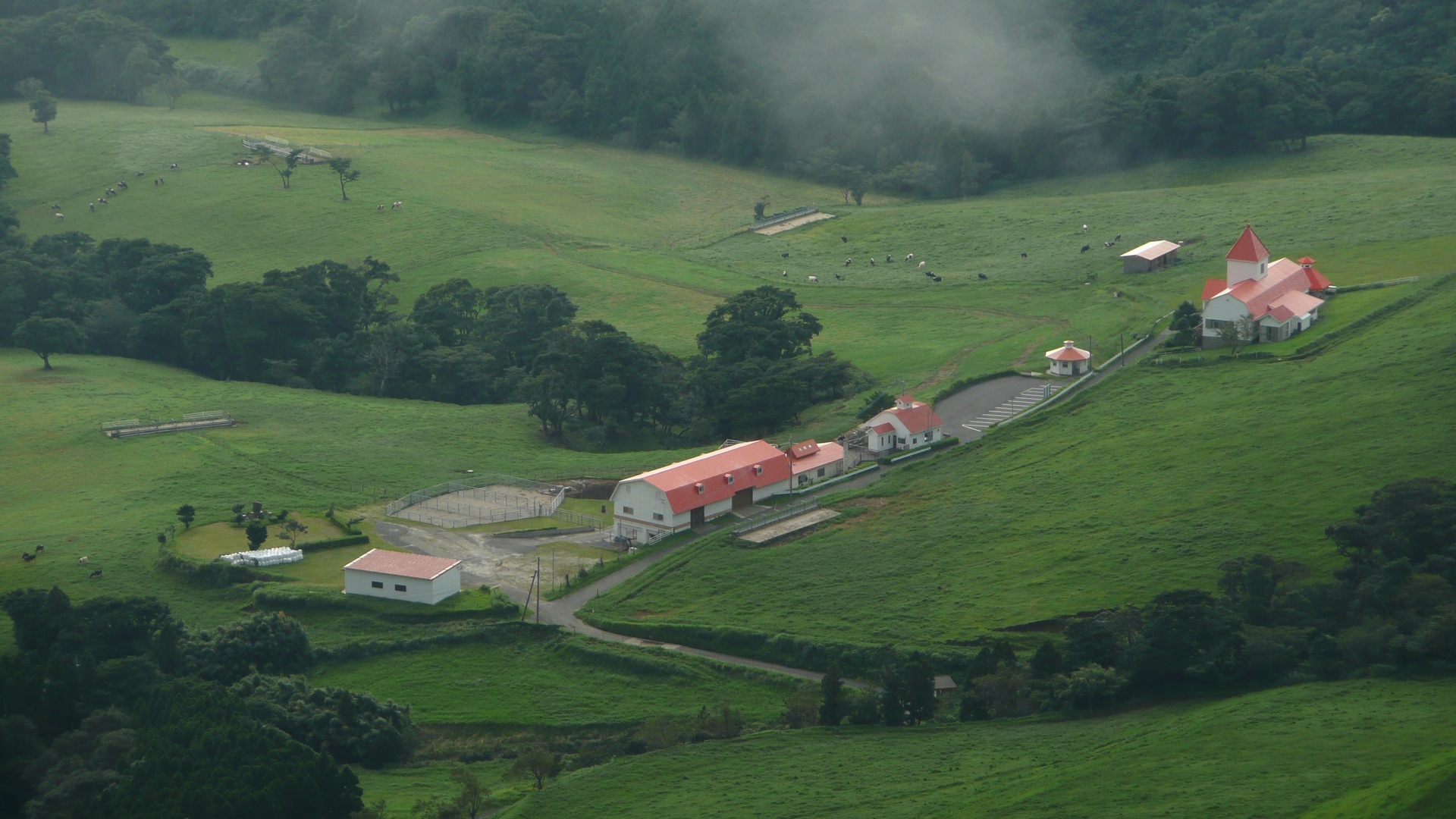
鳴之尾牧場
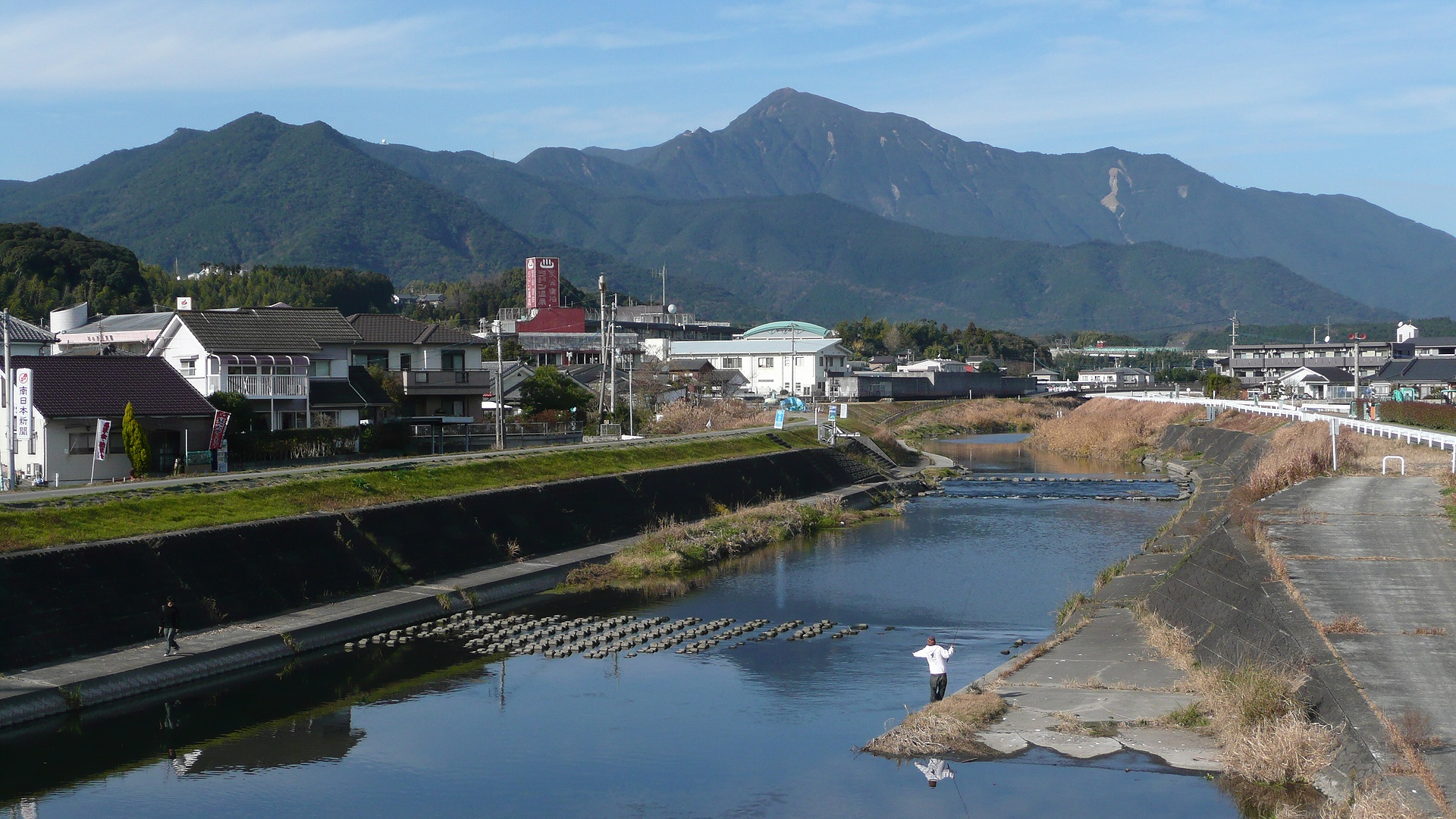
肝属川